# Kitchen Cabinet
Pour les articles homonymes, voir Cabinet.
Un Kitchen Cabinet (littéralement « cabinet de cuisine » en anglais) est un terme utilisé en politique pour décrire négativement le rassemblement officieux de conseillers proches d'un chef de gouvernement ou d'un président en parallèle d'un cabinet gouvernemental officiel.
Le terme a été utilisé pour la première fois au XIXe siècle aux États-Unis par les opposants du président Andrew Jackson à la suite de sa purge du cabinet à la fin de l'affaire Eaton et de sa séparation d'avec son vice-président John C. Calhoun en 1831.
Ce terme est aujourd'hui utilisé dans plusieurs pays anglo-saxons comme le Royaume-Uni, le Canada et l'Australie, et également en Israël.